# Padmaavat – Ein Königreich für die Liebe
Padmaavat – Ein Königreich für die Liebe (ehemals Padmavati) ist ein indisches Filmdrama aus dem Jahr 2018, das von Sanjay Leela Bhansali inszeniert wurde. Basierend auf dem epischen Gedicht Padmavat (1540) von Malik Muhammad Jayasi, erzählt der Film die Geschichte von der rajputischen Königin Rani Padmavati, die sich durch Selbstverbrennung tötet, um sich vor dem Sultan Alauddin Khilji zu schützen.

## Handlung

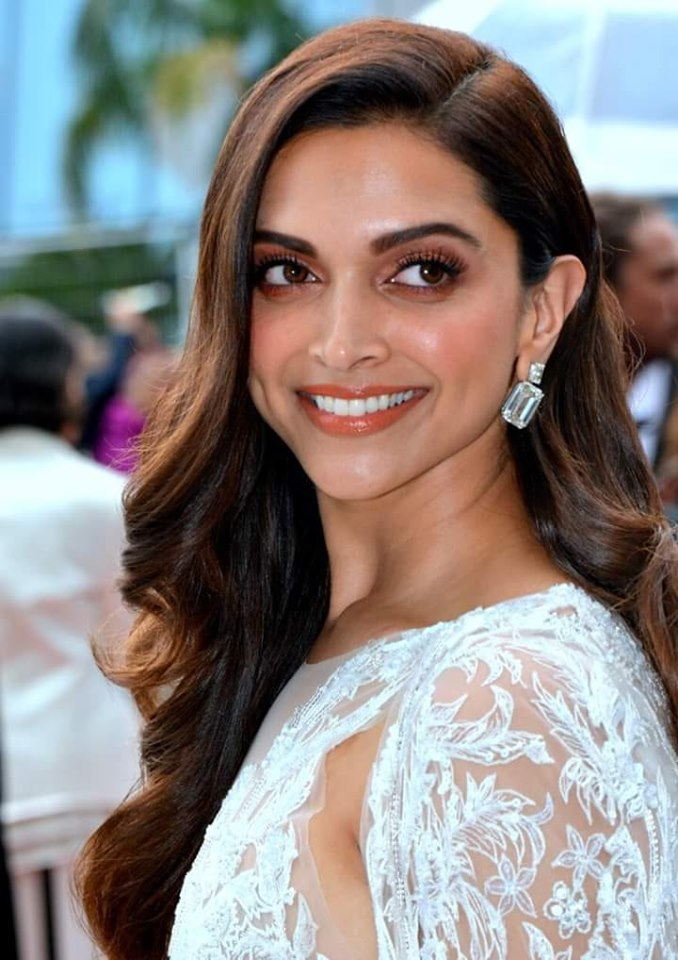
Deepika Padukone spielt im Film Prinzessin Padmavati

Im Afghanistan des 13. Jahrhunderts plant Jalaluddin Khilji aus der Khilji-Dynastie, den Thron von Delhi zu erobern. Unterdessen reist der Rajput-Herrscher Maharawal Ratan Singh nach Sinhala, um seltene Perlen für seine erste Frau Nagmati zu erwerben. Die singhalesische Prinzessin Padmavati verletzt Ratan Singh unwissentlich, während er ein Reh jagt. Die beiden verlieben sich und heiraten.
Jalaluddin ergreift Delhis Thron und erlaubt seinem Neffen Alauddin, eine mongolische Invasion von Delhi abzuwehren. Mit einer List gelingt es Alauddin die Mongolen zu bezwingen, unternimmt einen nicht genehmigten Überfall auf Devagiri. Als er von Alauddins Ehrgeiz erfährt, seinen Thron zu übernehmen, reist Jalaluddin nach Kara, wo auch sein Neffe stationiert ist. Jalaluddin kommt an und übergibt den Sklaven Malik Kafur an Alauddin, der Jalaluddin und seine Wachen ermordet, woraufhin Alauddin sich zum Sultan von Delhi erklärt.
Padmavati reist mit Ratan Singh nach Mewar, wo sie von Singhs königlichem Priester Raghav Chetan gesegnet werden. Chetan wird dabei erwischt, Ratan und Padmavati beim Küssen zu beobachten, und wird aus dem Königreich verbannt. Er reist nach Delhi und berichtet Khilji von Padmavatis Schönheit. Alauddin, der jede kostbare Sache in der Welt besitzen will, lädt die Rajputen nach Delhi ein. Als er von ihrer Ablehnung erfährt, befiehlt er einen Angriff auf Chittor.
Nach vielen erfolglosen Versuchen, Chittor zu erstürmen, täuscht Khilji Frieden vor und darf Chittor betreten, und führt im Schilde, so Padmavati zu sehen. Die Rajputen, die seine Absichten kennen, lassen ihn am Leben, nur weil er ein Gast ist. Er darf Padmavati kurz sehen, nachdem er darauf besteht.
Im Gegenzug, bietet Alauddin Ratan Singh um einen Besuch, wo er von Alauddin gefangen genommen wird, der verlangt, Padmavati zu sehen. Nachdem sie von der Hauptkönigin darauf bestanden hat, stimmt sie zu und reist nach Delhi, um Khilji zu treffen. Unterdessen versucht Alaluddins Neffe ihn zu ermorden. Alauddin ist verwundet, verteidigt sich aber selbst.
An den Grenzen von Sultanaten planen die Rajputen, die Khilji-Soldaten am nächsten Morgen zu überfallen, während des Namāz.
Padmavati befreit Ratan mit Hilfe von Alaluddins Frau Mehrunisa. Die Khilji-Soldaten, die beten, werden alarmiert und angegriffen, werden aber von den als Frauen verkleideten Rajputen überfallen. Der Rajput-Angriff wird zurückgeschlagen, mit dem Hinterhalt Rajputs getötet. In Chittor wird Padmavati dafür gepriesen, dass sie Ratan gerettet hat und wird mit einer Göttin verglichen.
Alauddin sperrt Mehrunisa ein, weil sie den Rajputen geholfen hat, und marschiert zu Chittor. Er und Ratan führen ein Duell – Ratan besiegt beinahe Alauddin, wird aber unehrenhaft von Khiljis Truppen mit Pfeilen erschossen. Der Khilji-Armee gelingt es, die Rajputen zu besiegen und Chittor zu erobern. Um der Gefangenschaft zu entgehen, begehen die Rajput-Frauen, angeführt von Padmavati, den Jauhar (Selbstverbrennung).

## Kritiken
Padmaavat – Ein Königreich für die Liebe erhielt gemischte Kritiken. Kritiker lobten die visuellen Effekte und Singhs Darstellung von Khilji, kritisierten jedoch ihre Handlung, ihre Ausführung, ihre Länge und ihre Treue zu regressiven patriarchalen Sitten. Kritiker mochten auch nicht die Darstellung von Khilji als stereotypischen bösen muslimischen König und Ratan Singh als rechtschaffenen Hindukönig.

## Sonstiges
- Deepika Padukone spielt neben Rani Padmavati Shahid Kapoor als Maharawal Ratan Singh und Ranveer Singh als Sultan Alauddin Khilji. Aditi Rao Hydari, Jim Sarbh, Raza Murad und Anupriya Goenka spielen in Nebenrollen.
- Mit einem Produktionsbudget von ₹ 215 crore (US$ 34 Millionen) ist Padmaavat – Ein Königreich für die Liebe der teuerste Hindi-Film und einer der teuersten indischen Filme aller Zeiten. Padmaavat wurde am 25. Januar 2018 in den Formaten 2D, 3D und IMAX 3D veröffentlicht und ist damit der erste indische Film, der in IMAX 3D veröffentlicht wurde. Er hat bislang insgesamt über ₹ 564 crore (US$ 86 million) an den Kinokassen eingenommen und wurde zu einem großen kommerziellen Erfolg und zu einem der umsatzstärksten indischen Filme aller Zeiten.